# Heimo Rainer
Heimo Rainer (1964 ) es un botánico de campo austriaco con reconocida autoridad en el género Annona de la familia de las annonáceas.
Trabaja como investigador, con la enorme colección del herbario del Museo de Historia Natural de Viena (NHM), y docente en el Instituto de Botánica, de la Universidad de Viena

## Algunas publicaciones
- H. RAINER. 2003. Typusmaterial des Herbariums der Martin-Luther-UniversitätHalle-Wittenberg (HAL). Annonaceae. Schlechtendalia 10: 1–5

- ---------. 2001. Nomenclatural and taxonomic notes on Annona (Annonaceae). Ann. Naturhist. Mus. Wien 103 B 513-524

- CHATROU L.W., MAAS P.J.M., REPETUR C.P. & RAINER H. 1997. Preliminary list of Ecuadorian Annonaceae. Estudios sobre diversidad y ecologia de plantas. - pp. 97-122 en: VALENCIA R. & BALSLEV H. (eds.) Memorias del II Congreso Ecuatoriano de botánica, Pontifica Univ. Católica del Ecuador, Quito, 16-20 de octubre de 1995

- H. RAINER. 1995. Die Palmen des Siragebirges und angrenzenden Tieflandes im östlichen Perú. Biosystematics and ecology series 8. Ed. Österreichische Akademie der Wissenschaften, 247 pp. ISBN 3700121725, ISBN 9783700121725
- La abreviatura «H.Rainer» se emplea para indicar a Heimo Rainer como autoridad en la descripción y clasificación científica de los vegetales.[2]